# Leo Wieland
Leo Wieland (* 12. März 1950 in Mengen) ist ein deutscher Journalist und Buchautor. Er arbeitete als Korrespondent der Frankfurter Allgemeinen Zeitung für Spanien, Portugal und den Maghreb.

## Leben
Wieland studierte Politikwissenschaft, Volkswirtschaftslehre und Geschichte an der Universität Hamburg und schloss sein Studium Anfang der 1970er Jahre als Diplom-Politologe ab. 1973 fing er als Journalist bei der Nachrichtenredaktion der Frankfurter Allgemeinen Zeitung an und bildete sich anschließend für ein Semester an der Harvard University im Studienschwerpunkt „Internationale Beziehungen“ fort. Von 1977 bis 1984 war er als Auslandskorrespondent in Moskau, anschließend bis 2002 in Washington, D.C. Danach wechselte er nach Madrid, wo er für die FAZ über Spanien, Portugal und die Länder des Maghreb berichtete. Ende 2016 trat Leo Wieland in den Ruhestand.

## Buchveröffentlichungen
Im Verlag Frankfurter Societät veröffentlichte Wieland die Bücher „Russland-Reportagen“ (1986) und „Amerika-Reportagen“ (1989).

## Auszeichnungen
Wieland wurde 1994 mit dem Columbus-Journalistenpreis und 1997 mit dem Karl-Klasen-Journalistenpreis ausgezeichnet. Am 11. Januar 2016 erhielt er aus den Händen des deutschen Botschafters in Spanien, Peter Tempel, das Bundesverdienstkreuz am Bande des Verdienstordens der Bundesrepublik Deutschland „für seine journalistischen Leistungen im Bereich der Außenpolitik“. In der Laudatio hob Tempel die Bedeutung von Wielands Berichterstattung und seiner Kommentare in der Zeit des Kalten Krieges sowie in der jüngsten Wirtschafts- und Finanzkrise hervor. Tempel sagte wörtlich: „Ihre Expertise wird geschätzt, Ihre Analysen haben Gewicht im politischen Betrieb.“